# カリム・アラミ
カリム・アラミ（アラビア語: كريم علمي, Karim Alami, 1973年5月24日 - ）は、モロッコ・カサブランカ出身の元男子プロテニス選手。同い年のヒシャム・アラジ、2歳年上のユーネス・エル・アイナウイと共に90年代から00年代前半にかけてモロッコのテニス界を大きく前進させた人物である。右利き。ATPランキング自己最高位はシングルス25位、ダブルス130位。キャリア通算でシングルス2勝、ダブルス1勝を挙げた。

## 来歴
1990年にプロ入り。その後暫くは下部大会での下積みが続くが1994年、地元のハサン2世グランプリでノーシードからの準優勝を果たしたのを契機にツアーレベルへの参戦が増え、翌年末には73位で終える。初優勝となったのがベライゾン・テニスチャレンジで、準決勝で当時世界ランク4位のマイケル・チャンを6-4, 6-4のストレートで下すという番狂わせの末のものだった。更に同年9月に行われたシチリア国際でも優勝。年間2勝を挙げた。
またオリンピックのモロッコ選手団の一員としても1992年バルセロナ五輪に単複両部門で、2000年シドニー五輪ではシングルス部門に出場しており、バルセロナ五輪では1回戦のマルク・ロセ戦で6-2, 4-6, 2-1とした所で棄権。エル・アイナウイと組んだダブルスも1回戦で戦わずして棄権する羽目になるという苦い敗戦を味わったが、2度目の出場となったシドニー五輪では1回戦で第10シードのフランコ・スキラーリを、2回戦でジャンルカ・ポッツィを、3回戦でファブリス・サントロを破る活躍を見せ、ロジャー・フェデラーとの準々決勝まで進出している。
デビスカップにおいてもそれまでヨーロッパ・アフリカゾーンの1チームに過ぎなかったデビスカップモロッコ代表をアラジ、エル・アイナウイと共に躍進させ、彼らがキャリアの全盛期を迎えた2000年代前半には最上位カテゴリのワールドグループに通算3度出場する等モロッコテニス界は栄華を極めた(アラミは現在モロッコ代表の最多勝利・最多出場選手)。
引退後はカタール・エクソンモービル・オープンのトーナメント・ディレクターに就任し、大会運営の仕事に携わっている
。

## ATPツアー決勝進出結果

### シングルス: 6回 (2勝4敗)
| 大会グレード                                  |
| グランドスラム (0-0)                          |
| テニス・マスターズ・カップ (0-0)              |
| ATPマスターズシリーズ (0-0)                   |
| ATPインターナショナルシリーズ・ゴールド (0-1) |
| ATPインターナショナルシリーズ (2–3)           |

| サーフェス別タイトル |
| ハード (0–0)         |
| クレー (2-4)         |
| 芝 (0-0)             |
| カーペット (0-0)     |

| 結果   | No. | 決勝日        | 大会         | サーフェス | 対戦相手                     | スコア             |
| ------ | --- | ------------- | ------------ | ---------- | ---------------------------- | ------------------ |
| 準優勝 | 1.  | 1994年3月14日 | カサブランカ | クレー     | レンツォ・フルラン           | 2–6, 2–6           |
| 優勝   | 1.  | 1996年4月29日 | アトランタ   | クレー     | ニクラス・クルティ           | 6–3, 6–4           |
| 優勝   | 2.  | 1996年9月23日 | パレルモ     | クレー     | アドリアン・ボイネア         | 7–5, 2–1, 途中棄権 |
| 準優勝 | 2.  | 1998年6月8日  | ボローニャ   | クレー     | フリアン・アロンソ           | 1–6, 4–6           |
| 準優勝 | 3.  | 1999年4月12日 | バルセロナ   | クレー     | フェリックス・マンティーリャ | 6–7(2), 3–6, 3–6   |
| 準優勝 | 4.  | 1999年9月27日 | ブカレスト   | クレー     | アルベルト・マルティン       | 2–6, 3–6           |

### ダブルス: 4回 (1勝3敗)
| 結果   | No. | 決勝日         | 大会         | サーフェス | パートナー         | 対戦相手                                            | スコア        |
| ------ | --- | -------------- | ------------ | ---------- | ------------------ | --------------------------------------------------- | ------------- |
| 準優勝 | 1.  | 1996年6月17日  | ボローニャ   | クレー     | ガーボル・ケベシュ | ブレント・ヘイガース クリスト・ファン・レンスブルフ | 1–6, 4–6      |
| 準優勝 | 2.  | 1997年3月24日  | カサブランカ | クレー     | ヒシャム・アラジ   | ジョアン・クーニャ・エ・シルバ ヌーノ・マルケス     | 6–7, 2–6      |
| 優勝   | 1.  | 1997年9月8日   | マルベーリャ | クレー     | フリアン・アロンソ | アルベルト・ベラサテギ ジョルディ・ブリージョ       | 4–6, 6–3, 6–0 |
| 準優勝 | 3.  | 1997年10月27日 | ボゴタ       | クレー     | モーリス・ルアー   | ルイス・ロボ フェルナンド・メリジェニ               | 1–6, 3–6      |

## 4大大会シングルス成績
略語の説明
| W | F | SF | QF | #R | RR | Q# | LQ | A | Z# | PO | G | S | B | NMS | P | NH |

W=優勝, F=準優勝, SF=ベスト4, QF=ベスト8, #R=#回戦敗退, RR=ラウンドロビン敗退, Q#=予選#回戦敗退, LQ=予選敗退, A=大会不参加, Z#=デビスカップ/BJKカップ地域ゾーン, PO=デビスカップ/BJKカッププレーオフ, G=オリンピック金メダル, S=オリンピック銀メダル, B=オリンピック銅メダル, NMS=マスターズシリーズから降格, P=開催延期, NH=開催なし.
| 大会           | 1991 | 1992 | 1993 | 1994 | 1995 | 1996 | 1997 | 1998 | 1999 | 2000 | 2001 | 2002 | 通算成績 |
| -------------- | ---- | ---- | ---- | ---- | ---- | ---- | ---- | ---- | ---- | ---- | ---- | ---- | -------- |
| 全豪オープン   | A    | A    | A    | A    | 2R   | 1R   | 1R   | 3R   | 1R   | 3R   | 1R   | LQ   | 5–7      |
| 全仏オープン   | A    | A    | A    | LQ   | A    | 1R   | 1R   | 1R   | 1R   | 1R   | 3R   | LQ   | 2–6      |
| ウィンブルドン | LQ   | A    | LQ   | 2R   | A    | 1R   | A    | 1R   | 2R   | 1R   | A    | A    | 2–5      |
| 全米オープン   | A    | A    | A    | 2R   | A    | 1R   | 1R   | A    | 1R   | 2R   | 1R   | A    | 2–6      |